# Ридигер, Александр Николаевич
Александр Николаевич Ридигер (1838—1910) — генерал от инфантерии, член Военного совета, герой Русско-турецкой войны 1877—1878 годов.

## Биография
Родился 23 июля 1838 года, происходил из дворян Новгородской губернии. В соответствии с выписью из метрической книги - родился 24 июля 1838. Сын генерал-майора Николая Ивановича Ридигера и его жены Александры Петровны, урожденной Естифеевой.
Образование получил в 1-м кадетском корпусе, из которого выпущен 16 июня 1860 года прапорщиком в лейб-гвардии Семёновский полк. 30 августа 1861 года произведён в подпоручики и 17 апреля 1863 года — в поручики. В 1863 году принимал участие в подавлении Польского восстания и в 1864 году за отличие награждён орденом св. Станислава 3-й степени.
В 1865 году Ридигер состоял членом комиссии по испытаниям патронов к 6-линейной игольчатой винтовке и по первоначальной выработке наставления для обучения стрельбе. Тогда же он получил в командование 1-ю стрелковую роту Семёновского полка. 27 марта 1866 года Ридигер был произведён в штабс-капитаны. 20 июня 1869 года произведён в майоры и ровно через месяц переведён на должность командира Кавказской учебной роты с зачислением по стрелковым батальонам; 13 октября переименован в подполковники. 16 апреля 1872 года получил чин полковника.
18 июня 1875 года Ридигер был назначен командиром 15-го гренадерского Тифлисского полка и в этом качестве принял участие в кампании 1877—1878 годов против турок на Кавказе. В самом начале войны, 12 апреля, он перешёл с полком границу и уже 17 апреля произвёл рекогносцировку Карса. За сражение при Ардагане Ридигер получил орден св. Владимира 4-й степени с мечами и после боя был назначен временным комендантом этой крепости. 3 июня он отличился при отражении вылазки турецких войск из осаждённого Карса. 13 июня в бою при Зивине Ридигер был ранен в ногу. 10 сентября 1877 года полковник Ридигер был награждён орденом св. Георгия 4-й степени; в приказе было сказано
При штурме укреплённого лагеря Зивина полковник Ридигер, находясь в правой колонне с двумя батальонами вверенного ему полка, под сильнымъ ружейным и пушечным огнём с неприятельских батарей, отстоявших на 300 шагов от занятой им позиции, взял приступом два ретраншамента, подавая при этом собою пример беззаветной храбрости и отваги. Несмотря на то, что еще при взятии первого из них был ранен в левую ногу, он не оставил своей части, водил оба батальона на штурм второго ретраншамента, и по получении приказания отступить, находясь при своей части, привёл её на другой день на бивуак.
После этого боя Ридигер принимал участие в сражениях с турками при Хаджи-Вали, Кизил-Тапе, Больших и Малых Ягнах. 30 сентября и 1 октября он со своим полком сражался на Аладжинских высотах, 12 сентября 1878 года за отличие при штурме Авлиара и Орлоха получил золотую саблю с надписью «За храбрость». С 10 октября 1877 года находился в форсированном переходе через Саганлугский хребет.
23 октября Редигер был в сражении у Деве-Бойну, где на долю Тифлисского полка выпало демонстративным боем на правом фланге турецкой позиции привлечь к себе внимание и облегчить этим разгром их левого фланга. При отражении одной из атак Ридигер был ранен в голову разорвавшейся гранатой, однако строя не оставил. За отличие в сражении при Деве-Бойну он был награждён орденом св. Анны 2-й степени с мечами.
Вследствие тяжёлой раны Ридигер уже не смог принять участия в штурме Эрзерума, хотя не оставлял полк до начала декабря, когда вынужден был отправиться в Тифлис на лечение. По выздоровлении он в августе—сентябре 1878 года принял участие в походе для занятия Аджарии. За боевые отличия в войну 1877—1878 годов полковник Ридигер 26 ноября 1878 года был пожалован званием флигель-адъютанта.
25 августа 1883 года Ридигер был произведён в генерал-майоры и назначен командиром 2-й бригады 21-й пехотной дивизии, а 26 апреля следующего года переведён на такую же должность во 2-ю бригаду 35-й пехотной дивизии. 12 ноября 1886 года он получил в командование 2-ю стрелковую бригаду, а с 20 ноября 1889 года был начальником Офицерской стрелковой школы с правом участвовать с совещательным голосом в оружейном отделе Артиллерийского комитета.
30 августа 1894 года Ридигер получил чин генерал-лейтенанта и 28 января следующего года назначен инспектором стрелковой части в войсках и председателем оружейного отдела Главного артиллерийского управления. 6 декабря 1904 года он был произведён в генералы от инфантерии и 21 июня 1905 года вошёл в число членов Военного совета.
Скончался 12 июня 1910 года, похоронен на Кладбище Воскресенского Женского Монастыря в Санкт-Петербурге.

## Семья
Венчан 19.01.1881 со своей троюродной сестрой Зинаидой Егоровной Ридигер (26.09.1848—30.10.1908), дочерью Конно-Артиллерийской Легкой № 13-го Батареи штабс-капитана Ридигера Егора Федоровича (07.10.1811—1848) и Гамбургер Маргариты Федоровны (18.08.1827—05.03.1895).
Детей у А. Н. и З. Е. Ридигеров не было.
Брат: Ридигер Петр Николаевич (05.09.1834—04.07.1909) — отставной капитан, с 29 ноября 1880 предводитель Боровичского уездного дворянства.

## Награды
Среди прочих наград Ридигер имел ордена:
- Орден Святого Станислава 3-й степени (1864 год)
- Орден Святого Станислава 2-й степени (1874 год)
- Орден Святого Владимира 4-й степени с мечами и бантом (1877 год)
- Орден Святого Георгия 4-й степени (1877 год)
- Орден Святой Анны 2-й степени с мечами (1878 год)
- Золотая сабля с надписью «За храбрость» (1878 год)
- Орден Святого Владимира 3-й степени (1880 год)
- Орден Святого Станислава 1-й степени (1887 год)
- Орден Святой Анны 1-й степени (1890 год)
- Орден Святого Владимира 2 степени (1896 год)
- Орден Белого орла (1901 год)
- Орден Святого Александра Невского (6 декабря 1905 года, алмазные знаки пожалованы 6 декабря 1909 года)